# Ixonanthaceae
Famille
Classification APG III (2009)
Genres de rang inférieur
- Allantospermum
- Cyrillopsis
- Ixonanthes
- Ochthocosmus
- Phyllocosmus

Les Ixonanthaceae (les Ixonanthacées) sont une famille de plantes à fleurs dicotylédones de l'ordre des Malpighiales qui comprend 21 espèces réparties en 5 genres.
Ce sont des arbres et des arbustes, à feuilles alternes, des régions tropicales.

## Désignation

### Étymologie
Le nom vient du genre type Ixonanthes composé des mots grecs ιξος / ixos, « baie du gui », « glu à oiseau (préparée avec la baie »), et ανθος / anthos, fleur, en référence aux fleurs collantes de la plante.

### Noms vernaculaires
À Singapour l’espèce Ixonanthes icosandra (sv) Jack, est appelée « Twenty Men Tree » (« arbre des vingt hommes) » et l’espèce Ixonanthes reticulata (sv) Jack, est appelée « Ten Men Tree » (« arbre des dix hommes) mais aussi Pagar Anak, Inggir Burong, Nyiran Burong et  粘木  (« Bois collant »).

## Classification
La classification phylogénétique situe cette famille dans l'ordre des Malpighiales.
La classification phylogénétique APG IV (2016) déplace les Allantospermum (en) dans les Irvingiaceae.

## Liste des genres
Selon Angiosperm Phylogeny Website (11 décembre 2016) :
- genre Cyrillopsis (pt)
- genre Ixonanthes
- genre Ochthocosmus (es)

Selon DELTA Angio (11 décembre 2016) et NCBI (11 décembre 2016) :
- genre Allantospermum (en)
- genre Cyrillopsis (pt)
- genre Ixonanthes
- genre Ochthocosmus (es)
- genre Phyllocosmus

## Liste des espèces
Selon NCBI (11 décembre 2016) :
- genre Allantospermum
  - Allantospermum borneense
- genre Cyrillopsis
  - Cyrillopsis paraensis
- genre Ixonanthes
  - Ixonanthes chinensis
  - Ixonanthes icosandra
  - Ixonanthes icosandra × Ixonanthes cuneata
  - Ixonanthes reticulata
- genre Ochthocosmus
  - Ochthocosmus longipedicellatus
  - Ochthocosmus multiflorus
- genre Phyllocosmus
  - Phyllocosmus africanus
  - Phyllocosmus lemaireanus
  - Phyllocosmus sessiliflorus